# Дувол (округ, Флорида)
Ду́вол (англ. Duval county) — округ штата Флорида Соединённых Штатов Америки. На 2000 год в нем проживало 778 879 человек. По оценке бюро переписи населения США в 2008 году население округа составляло 826 436 человек. Окружным центром является город Джэксонвилл.

## История
Округ Дувол был сформирован в 1822 году, отделившись от округа Сент-Джонс. Он был назван в честь Вильяма Поупа ДуВала, губернатора Флориды с 1822 по 1834 года. Когда округ создавался, он включал в себя обширную территорию от реки Суванни на западе до Атлантического океана на востоке, от устья реки Суванни на севере до Джэксонвилла на юге. В 1824 году из состава округа выделили округа Алачуэй и Нассау. В 1858 году был также отделен округ Клей. Часть округа Сент-Джонс перешла к округу Дувол в 1840-х годах.
1 октября 1968 года администрация округа была объединена с администрацией города Джексонвилл, однако города Атлантик Бич, Болдуин, Джэксонвилл Бич и Нептун Бич не включённые в муниципалитет Джексонвилла, сохранили местное самоуправление.